# Carpostalagma pulverulentus
Carpostalagma pulverulentus là một loài bướm đêm thuộc phân họ Arctiinae, họ Erebidae.